# Бурановські бабусі
Бура́новські бабусі (удм. Брангуртысь песянайёс, рос. Бурановские бабушки) — удмуртський фольклорний колектив з села Бураново Малопургинського району Удмуртії, Російська Федерація. Став відомим завдяки виконанню удмуртською мовою різноманітних хітів, переспівам відомих російських і англомовних виконавців. Колектив посів друге місце на конкурсі «Євробачення-2012».

## Історія
Ансамбль було створено понад 40 років тому. Вперше колектив почав виступати з переспівам удмуртською мовою 2008 року. На Дні рідної мови в Удмуртській філармонії бабусі виконали відомі пісні Бориса Гребенщикова та Віктора Цоя удмуртською мовою. Відтоді колектив неодноразово ставав об'єктом уваги преси й телебачення.
Колектив брав участь в російському відбірковому турі Євробачення 2010 з піснею «Довга-довга береста і як зробити з неї айшон» (зайняли 3 місце). Пісню склала найстаріша учасниця ансамблю Єлизавета Зурбатова, приблизно в 2000 році. і Євробачення-2012 з піснею «Party For Everybody». За результатами останнього «Бурановські бабусі» здобули перемогу й право представляти Росію на конкурсі Євробаченні 2012 в Баку
За результатами першого півфіналу, який відбувся 22 травня 2012 року, колектив пройшов до фіналу, де посів друге місце, поступившись лише Лорін Тальяуї зі Швеції.
У березні 2014 року підписали листа на підтримку позиції президента Росії щодо російської військової інтервенції в Україну.

## Склад
Склад колективу станом на 2012 р.:
- Граня Іванівна Байсарова (62 р.)
- Алевтина Геннадіївна Бегішева (56 р.)
- Зоя Сергіївна Дородова (71 р)
- Галина Миколаївна Конєва (73 р.)
- Наталя Яківна Пугачова (Баба Наташа; 76 р.)
- Валентина Семенівна Пятченко (74 р.)
- Катерина Семенівна Шкляєва (74 р.)
- Єлизавета Пилипівна Зарбатова (Баба Ліза; 86 р., через свій вік не їздить на гастролі, виступає з колективом лише вдома)

Художній керівник і учасник ансамблю — Ольга Миколаївна Туктарьова (43 р.)

## Дискографія
- «Listen to the Babushka»[13]